# Els tres mosqueters (pel·lícula de 1948)
Els tres mosqueters (títol original en anglès, The Three Musketeers) és una pel·lícula de 1948 dirigida per George Sidney, escrita per Robert Ardrey, i protagonitzada per Gene Kelly i Lana Turner. És una adaptació cinematogràfica en Technicolor de la clàssica novel·la de 1844 Els tres mosqueters d'Alexandre Dumas. S'ha doblat al català.